# Teorija čvorova
U topologiji, teorija čvorova je studija matematičkih čvorova. Iako su inspirisani čvorovima koji se pojavljuju u svakodnevnom životu, poput onih na obući i konopcu, matematički čvor se razlikuje po tome što su krajevi spojeni tako da ih nije moguće razvezati, pri čemu je najjednostavniji čvor je prsten. U matematičkom jeziku, čvor je umetanje kruga u trodimenzionalni euklidski prostor, R3 (u topologiji, krug nije vezan za klasični geometrijski koncept, već za sve njegove homeomorfizme). Dva matematička čvora su ekvivalentna ako se jedan može transformisati u drugi pomoću deformacije 3 na sebi (poznate kao ambijentalna izotopija); ove transformacije odgovaraju manipulacijama zapletene strune koje ne obuhvataju sečenje strune, niti prolazak strune kroz sebe.
Čvorovi se mogu opisati na različite načine. Međutim, za dati metod opisa, može postojati više opisa koji predstavljaju isti čvor. Na primer, uobičajena metoda opisivanja čvora je ravanski dijagram koji se naziva čvorni dijagram. Dati čvor se može nacrtati na više različitih načina koristeći dijagram čvora. Stoga je fundamentalni problem u teoriji čvorova određivanje kada dva opisa predstavljaju isti čvor.
Postoji kompletno algoritamsko rešenje ovog problema, koje ima nepoznatu složenost. U praksi se čvorovi često razlikuju korišćenjem čvorne invarijante, „količine” koja je ista kada se računa iz različitih opisa čvora. Važne invarijante uključuju polinom čvorova, grupe čvorova, i hiperboličke invarijante.
Originalna motivacija za utemeljitelje teorije čvorova bila je stvaranje tabele čvorova i veza, koje su čvorovi sa nekoliko komponenti isprepleteni jedni sa drugima. Više od šest milijardi čvorova i veza je uneseno u tabele od početka teorije čvorova u 19. veku.
Da bi stekao dalji uvid, matematičari su na nekoliko načina generalizirali koncept čvora. Čvorovi se mogu razmatrati u drugim trodimenzionalnim prostorima i mogu se koristiti predmeti koji nisu krugovi; pogledajte čvor (matematika). Čvorovi viših dimenzija su -dimenzionalne sfere u m-dimenzionalnom Euklidskom prostoru.

## Istorija
Arheolozi su otkrili da vezivanje čvorova potiče još iz praistorijskih vremena. Pored njihove upotrebe za namene poput zapisivanja informacija i povezivanje predmeta, čvorovi su interesovali ljude zbog njihove estetske i duhovne simbolike. Čvorovi se pojavljuju u različitim oblicima kineskih umetničkih dela koja potiču iz perioda od više vekova pre nove ere (pogledajte kineski vez). Beskrajni čvor se pojavljuje u tibetanskom budizmu, dok su Boromeovi prstenovi bili prisutni u različitim kulturama, i često su predstavljali snagu u jedinstvu. Keltski monasi, koji su stvorili Kelsku knjigu, ukrašavali su cele stranice zamršenim keltskim čvorovima.
Matematičku teoriju čvorova prvi je razvio Aleksandar-Teofil Vandermond 1771. godine, koji je eksplicitno uočio važnost topoloških karakteristika pri razmatranju svojstva čvorova u kontekstu geometrije položaja. Matematičke studije čvorova počele su u 19. veku sa doprinosom Karla Fridriha Gausa, koji je definisao integral vezivanja. Tokom 1860-ih, teorija Lorda Kelvina da su atomi čvorovi u eteru dovela je do toga da je Piter Gatri Tejt stvorio prve tabele čvorova radi potpune klasifikacije. Tejt je 1885. godine objavio tabelu čvorova sa do deset prelaza, i ono što je postalo poznato pod nazivom Tejtove pretpostavke. Ovaj zapis je motivisao rane teoretičare čvorova. Teorija čvorova je vremenom postala deo topologije.
Topolozi iz ranog dela 20. veka - Maks Den, Dž. V. Alekander i drugi - proučavali su čvorove sa stanovišta grupe čvorova i invarijanati iz homološke teorije, kao što je Aleksandrov polinom. Ovo bi bio glavni pristup teoriji čvorova sve dok niz otkrića nije transformisao ovu oblast.
Krajem 1970-ih, Vilijam Tarston je uveo hiperboličku geometriju u proučavanje čvorova pomoću teoreme hiperbolizacije. Pokazano je da su mnogi čvorovi hiperbolični čvorovi, što je omogućilo upotrebu geometrije u definisanju novih, moćnih invarijanati čvorova. Von Džounsovo otkriće Džounsovog polinoma 1984. godine, i kasniji doprinosi Edvarda Vitena, Maksima Konseviča i drugih, otkrili su duboku povezanost između teorije čvorova i matematičkih metoda u statističkoj mehanici i kvantnoj teoriji polja. Otada je pronađeno mnoštvo invarijanati sa čvorovima, koristeći sofisticirane alate kao što su kvantne grupe i Floerova homologija.
U poslednjih nekoliko decenija 20. veka, naučnici su se intenzivno bavili proučavanjem fizičkih čvorova kako bi razumeli pojave čvorova u DNK i drugim polimerima. Teorija čvorova se može upotrebiti za utvrđivanje da li je molekul hiralan (poseduje asimetrične centre) ili ne. Zapleti, strune sa oba kraja fiksirana u mestu, efikasno su korišćeni u proučavanju delovanja topoizomeraze na DNK. Teorija čvorova može biti presudna u konstrukciji kvantnih računara, putem modela topološkog kvantnog računanja.

## Literatura
- Adams, Colin (2004), The Knot Book: An Elementary Introduction to the Mathematical Theory of Knots, American Mathematical Society, ISBN 978-0-8218-3678-1
- Adams, Colin; Hildebrand, Martin; Weeks, Jeffrey (1991), „Hyperbolic invariants of knots and links”, Transactions of the American Mathematical Society, 326 (1): 1—56, JSTOR 2001854, doi:10.1090/s0002-9947-1991-0994161-2
- Akbulut, Selman; King, Henry C. (1981), „All knots are algebraic”, Comm. Math. Helv., 56 (3): 339—351, doi:10.1007/BF02566217
- Bar-Natan, Dror (1995), „On the Vassiliev knot invariants”, Topology, 34 (2): 423—472, doi:10.1016/0040-9383(95)93237-2
- Collins, Graham (april 2006), „Computing with Quantum Knots”, Scientific American, 294 (4), стр. 56—63, Bibcode:2006SciAm.294d..56C, doi:10.1038/scientificamerican0406-56
- Dehn, Max (1914), „Die beiden Kleeblattschlingen”, Mathematische Annalen, 75: 402—413
- Conway, John Horton (1970), „An enumeration of knots and links, and some of their algebraic properties”, Computational Problems in Abstract Algebra, Pergamon, стр. 329—358, ISBN 978-0080129754, OCLC 322649
- Doll, Helmut; Hoste, Jim (1991), „A tabulation of oriented links. With microfiche supplement”, Math. Comp., 57 (196): 747—761, Bibcode:1991MaCom..57..747D, doi:10.1090/S0025-5718-1991-1094946-4
- Flapan, Erica (2000), „When topology meets chemistry: A topological look at molecular chirality”, Outlooks, Cambridge University Press, ISBN 978-0-521-66254-3
- Haefliger, André (1962), „Knotted (4k − 1)-spheres in 6k-space”, Annals of Mathematics, Second Series, 75 (3): 452—466, JSTOR 1970208, doi:10.2307/1970208
- Hass, Joel (1998), „Algorithms for recognizing knots and 3-manifolds”, Chaos, Solitons and Fractals, 9 (4–5): 569—581, Bibcode:1998CSF.....9..569H, arXiv:math/9712269 , doi:10.1016/S0960-0779(97)00109-4
- Hoste, Jim; Thistlethwaite, Morwen; Weeks, Jeffrey (1998), „The First 1,701,935 Knots”, Math. Intelligencer, 20 (4): 33—48, doi:10.1007/BF03025227
- Hoste, Jim (2005), „The enumeration and classification of knots and links”, Handbook of Knot Theory (PDF), Amsterdam: Elsevier
- Levine, Jerome (1965), „A classification of differentiable knots”, Annals of Mathematics, Second Series, 1982 (1): 15—50, JSTOR 1970561, doi:10.2307/1970561
- Kontsevich, Maxim (1993), „Vassiliev's knot invariants”, I. M. Gelfand Seminar, Adv. Soviet Math., 2, Providence, RI: American Mathematical Society, 16: 137—150, ISBN 9780821841174, doi:10.1090/advsov/016.2/04
- Lickorish, W. B. Raymond (1997), An Introduction to Knot Theory, Graduate Texts in Mathematics, Springer-Verlag, ISBN 978-0-387-98254-0
- Perko, Kenneth (1974), „On the classification of knots”, Proceedings of the American Mathematical Society, 45 (2): 262—6, JSTOR 2040074, doi:10.2307/2040074
- Rolfsen, Dale (1976), Knots and Links, Mathematics Lecture Series, 7, Berkeley, California: Publish or Perish, ISBN 978-0-914098-16-4, MR 0515288
- Schubert, Horst (1949), „Die eindeutige Zerlegbarkeit eines Knotens in Primknoten”, Heidelberger Akad. Wiss. Math.-Nat. Kl. (3): 57—104
- Silver, Dan (2006), „Knot theory's odd origins” (PDF), American Scientist, 94 (2), стр. 158—165, doi:10.1511/2006.2.158, Архивирано из оригинала (PDF) 24. 09. 2015. г., Приступљено 17. 02. 2020
- Simon, Jonathan (1986), „Topological chirality of certain molecules”, Topology, 25 (2): 229—235, doi:10.1016/0040-9383(86)90041-8
- Sossinsky, Alexei (2002), Knots, mathematics with a twist, Harvard University Press, ISBN 978-0-674-00944-8
- Turaev, V. G. (1994), „Quantum invariants of knots and 3-manifolds”, De Gruyter Studies in Mathematics, Berlin: Walter de Gruyter & Co., 18, ISBN 978-3-11-013704-0, arXiv:hep-th/9409028
- Weisstein, Eric W. „Reduced Knot Diagram”. MathWorld. Wolfram. Приступљено 8. 5. 2013.
- Weisstein, Eric W. „Reducible Crossing”. MathWorld. Wolfram. Приступљено 8. 5. 2013.
- Witten, Edward (1989), „Quantum field theory and the Jones polynomial”, Comm. Math. Phys., 121 (3): 351—399, Bibcode:1989CMaPh.121..351W, doi:10.1007/BF01217730
- Zeeman, E. C. (1963), „Unknotting combinatorial balls”, Annals of Mathematics, Second Series, 78 (3): 501—526, JSTOR 1970538, doi:10.2307/1970538
- Burde, Gerhard; Zieschang, Heiner (1985), Knots, De Gruyter Studies in Mathematics, 5, Walter de Gruyter, ISBN 978-3-11-008675-1
- Crowell, Richard H.; Fox, Ralph (1977). Introduction to Knot Theory. ISBN 978-0-387-90272-2.
- Kauffman, Louis H. (1987), On Knots, ISBN 978-0-691-08435-0
- Kauffman, Louis H. (2013), Knots and Physics (4th изд.), World Scientific, ISBN 978-981-4383-00-4
- Menasco, William W.; Thistlethwaite, Morwen, ур. (2005), Handbook of Knot Theory, Elsevier, ISBN 978-0-444-51452-3
- Menasco and Thistlethwaite's handbook surveys a mix of topics relevant to current research trends in a manner accessible to advanced undergraduates but of interest to professional researchers.
- Livio, Mario (2009), „Ch. 8: Unreasonable Effectiveness?”, Is God a Mathematician?, Simon & Schuster, стр. 203—218, ISBN 978-0-7432-9405-8

## Spoljašnje veze

### Istorija
- Thomson, Sir William (1867), „On Vortex Atoms”, Proceedings of the Royal Society of Edinburgh, VI: 94—105
- Silliman, Robert H. (decembar 1963), „William Thomson: Smoke Rings and Nineteenth-Century Atomism”, Isis, 54 (4): 461—474, JSTOR 228151, doi:10.1086/349764

### Tabele čvorova i softver
- "Main Page", The Knot Atlas. —